# Pfarrkirche Rachau

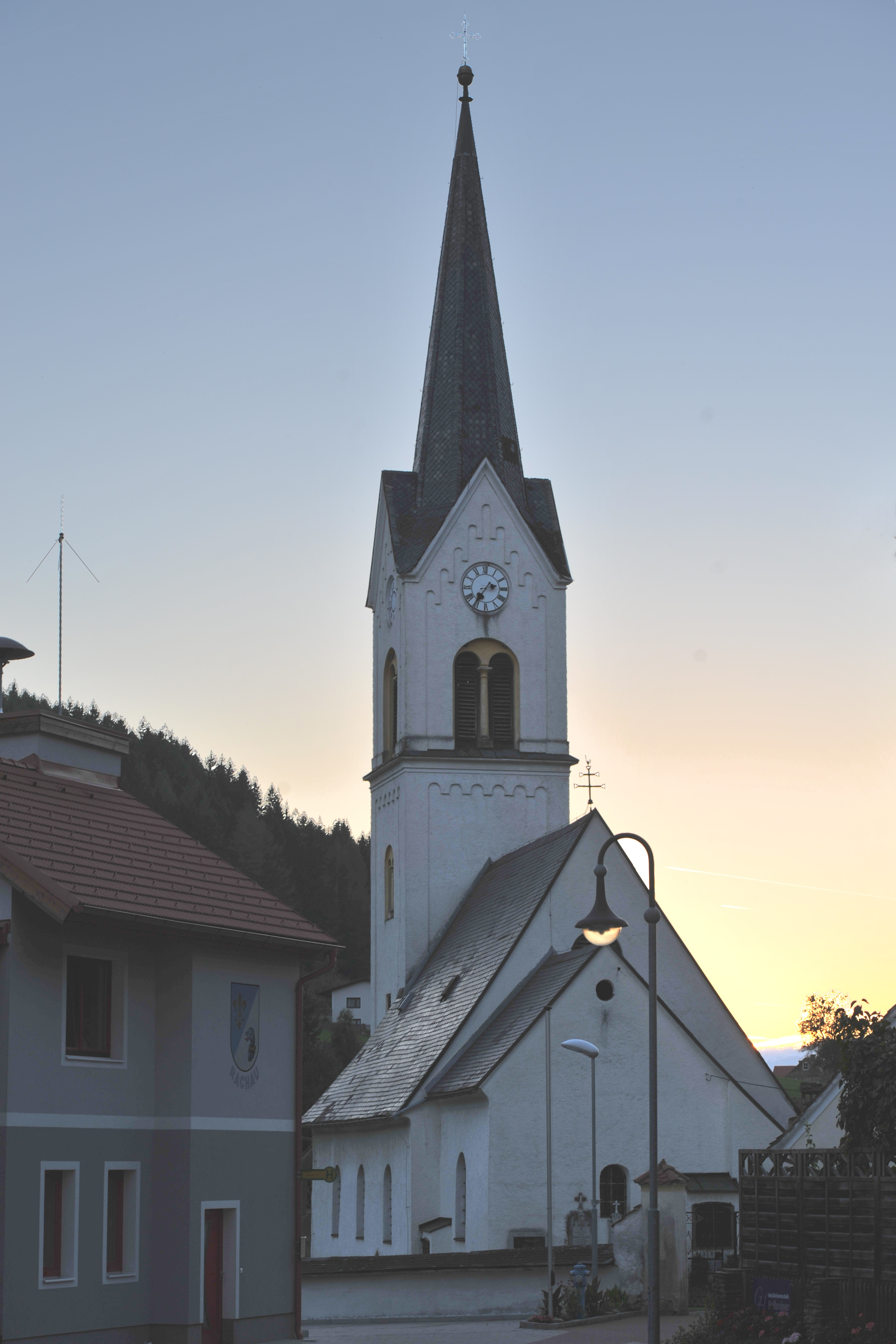
Katholische Pfarrkirche hl. Oswald in Rachau

Die Pfarrkirche Rachau steht in einer alpinen Streusiedlung der ehemaligen Gemeinde Rachau in der Gemeinde Sankt Margarethen bei Knittelfeld im Bezirk Murtal in der Steiermark. Die dem Heiligen Oswald geweihte römisch-katholische Pfarrkirche gehört zum Dekanat Knittelfeld in der Diözese Graz-Seckau. Die Kirche steht unter Denkmalschutz (Listeneintrag). 

## Geschichte
Urkundlich wurde 1406 eine Kirche genannt. 1782 wurde die Kirche zur Pfarrkirche erhoben, dabei wechselte das Patrozinium von der hl. Maria zum hl. Oswald. Die Kirche wurde 1972 und 1981 außen und 1980 innen restauriert.

## Architektur
Die Kirche ist von einem ummauerten Friedhof umgeben, in der Friedhofsmauer und an der Kirche befinden sich Initienkapellen.
Das Chorquadrat und die südliche Längswand des Langhauses sind im Kern romanisch. Das Langhaus wurde barock nach Norden vergrößert und erhielt eine Flachdecke mit Stuckfeldern. Die Deckenmalerei im Langhaus mit Szenen aus dem Leben des seligen Engelbert Kolland nennt den Maler T. Hafner 1949. Die vorschwingende barocke Westempore steht auf Säulen. Der eingeschnürte Fronbogen ist rundbogig. Das eingezogene Chorquadrat hat ein tief herabgezogenes Kreuzgratgewölbe. Die Sakristei nördlich des Chores ist mit einer Spitztonne überwölbt. Der dreigeschoßige Westturm in romanisierenden Formen nennt 1878 und trägt einen achtseitigen Spitzhelm.

## Ausstattung
Der Hochaltar im Rokoko entstand im ersten Viertel des 18. Jahrhunderts und trägt eine Statue Oswald aus dem 19. Jahrhundert.
Es gibt eine kleine sitzende Madonna mit Kind aus Stein aus dem ersten Viertel des 15. Jahrhunderts mit einem Löwen auf einem Sockel mit Drei- und Vierpässen. Eine Statue Maria mit Kind um 1520 befindet sich als Leihgabe im Diözesanmuseum Graz.
Die Orgel wurde 1857 von Friedrich Wagner erneuert. Eine Glocke nennt Adam Roßtauscher 1672.